# Mashpee Neck, Massachusetts
Mashpee Neck, Massachusetts (енгл. Mashpee Neck) насељено је место без административног статуса у америчкој савезној држави Масачусетс.

## Демографија
По попису из 2010. године број становника је 1.000, што је 99 (11,0%) становника више него 2000. године.
| Група             | 2000.       | 2010.       |
| Белци             | 833 (92,5%) | 915 (91,5%) |
| Афроамериканци    | 24 (2,7%)   | 19 (1,9%)   |
| Азијати           | 8 (0,9%)    | 10 (1,0%)   |
| Хиспаноамериканци | 5 (0,6%)    | 16 (1,6%)   |
| Укупно            | 901         | 1.000       |